# Peó (escacs)

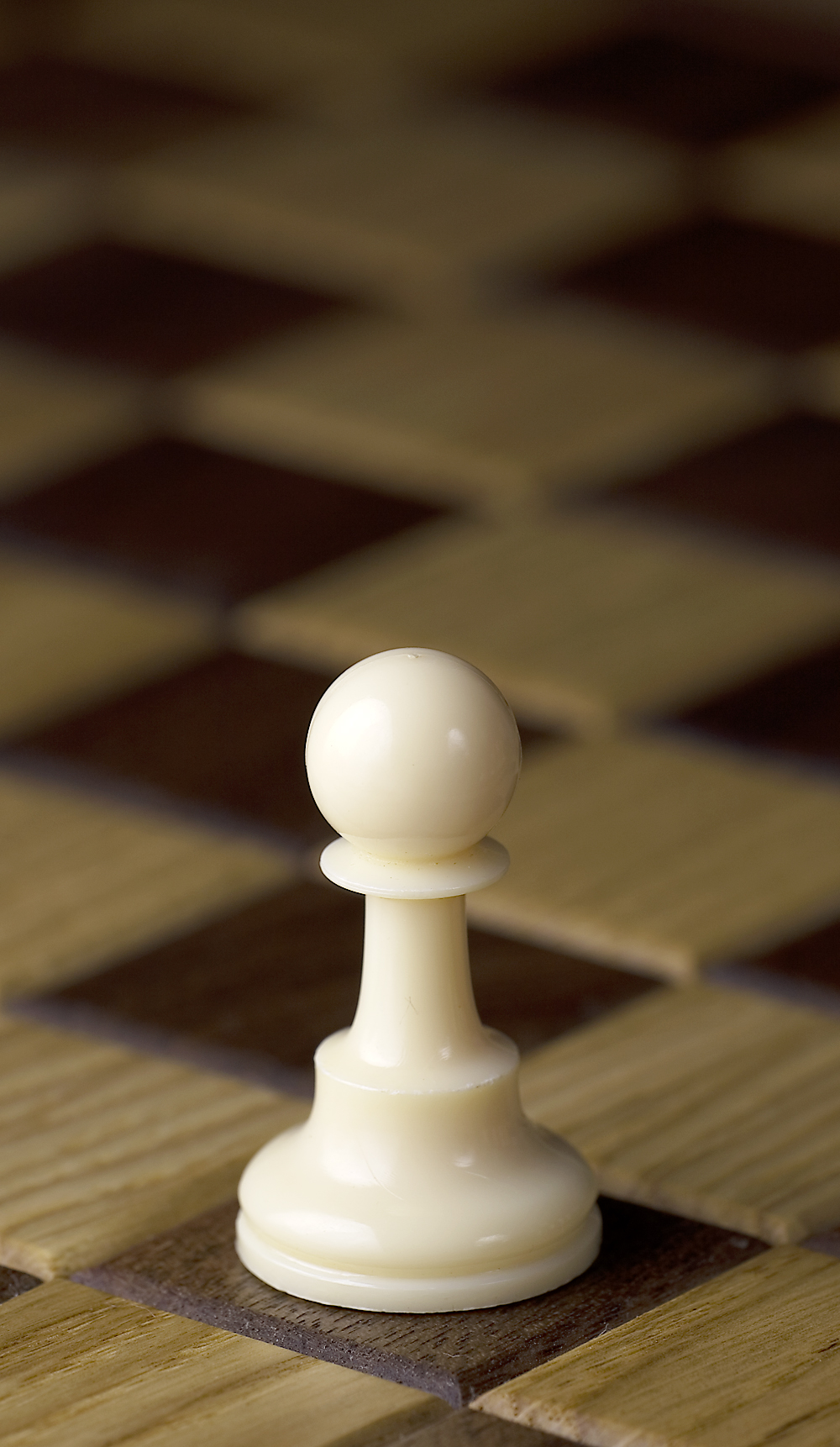
Un peó blanc

En escacs, el peó (♙♟) és una peça menor, considerada la peça més feble del joc. Al començament d'una partida, cada jugador té vuit peons que estan disposats a les files 2 i 7, per davant de la resta de peces. El peó es mou verticalment per la columna en què es troba, sense poder retrocedir. En el primer moviment, des del punt inicial, poden avançar 2 escacs i, a partir d'allà, d'un en un.
Un peó pot capturar una peça que sigui a la fila immediata en diagonal. També poc capturar el peó adversari que avança 2 escacs en el seu primer moviment a la columna adjacent i que se situa en la mateixa fila en què es troba el peó que realitzarà la captura, en un moviment especial anomenat matar al pas. En arribar a l'última fila es converteix en qualsevol altra peça, excloent el rei, moviment anomenat coronació o promoció; el peó serà reemplaçat immediatament per una altra peça que pot ser cavall, alfil, torre o dama i haurà de ser retirat del tauler. La promoció no està limitada a les peces prèviament capturades, sinó que el jugador pot triar la peça a la qual vol promocionar, de manera que en els escacs moderns és possible per exemple tenir més d'una dama al tauler. El peó és present fins i tot en variants del joc, havent servit d'inspiració per a algunes peces no ortodoxes.
Originalment, van ser la representació militar de la infanteria, però, a l'Edat Mitjana, va ser interpretat a la moralitat com els camperols i la possibilitat de promoció, una metàfora de la possibilitat de mobilitat social a través d'un camí virtuós (recte). Són presos com a unitat del valor les peces d'escacs però es torna més valuós a mesura que augmenta la possibilitat de promoció, el que pot influir en l'estratègia adoptada pels jugadors, en la qual el peó de l'oponent intenta bloquejar o capturar a qualsevol preu.
Els peons s'anomenen individualment segons la columna en la qual es troba el peó. Per exemple, es parla de "peó f blanc" o "peó b negre". Alternativament, es pot fer referència a la peça que es trobava en aquest fitxer al començament del joc, com "Peó d'alfil del rei blanc" o "Peó de cavall de la reina negra". També és poc parlar d'un peó de torre, és a dir, qualsevol peó de les columnes a- o h, un peó d'un cavall (les files b o g), el peó d'alfil (les columnes c o f), un peó de la reina (columna d), el peó d'un rei (columna e) o un peó central (columnes d o e).

## Origen i etimologia
Una de les llegendes que acompanya la creació del joc explica que el braman Sessa (o Sissa) ibn Daher va crear el Xaturanga, precursor més antic dels escacs, una petició del Rajà indi Balhait. Sissa es va basar en les figures de l'exèrcit de l'Índia, i va incloure la peça actual coneguda com a Peó com forma representativa de la infanteria i del paper que aquesta desenvolupa en els exercicis durant la guerra.
D'acord amb relats grecs, aquesta era la composició de l'exèrcit de l'Índia d'ençà el segle iv aC
En llengua persa la peça era anomenada Piyada y en àrab Baidaq, ambdues amb el mateix significat. A la majoria de països europeus, la peça té el nom relacionat amb la infanteria, que originalment els representava, sent peó en portuguès, pion en francès, peón en castellà, pedina en italià i pawn en anglès.
En alguns idiomes, el peó rep el nom de "camperol" o "pagès", que reflecteix la manera com les ordres inferiors eren anomenades en temps de guerra: en hongarès paraszt, en eslovè kmet, en alemany bauer, en danès, noruec i suec bond i en letó bandinieks.

## Moviment i captura
|   | a | b | c | d | e | f | g | h |   |
| 8 | g5 negres peó · c4 black circle · f4 black cross · g4 black circle · h4 black cross · b3 black cross · c3 black circle · d3 black cross · c2 blanques peó | g5 negres peó · c4 black circle · f4 black cross · g4 black circle · h4 black cross · b3 black cross · c3 black circle · d3 black cross · c2 blanques peó | g5 negres peó · c4 black circle · f4 black cross · g4 black circle · h4 black cross · b3 black cross · c3 black circle · d3 black cross · c2 blanques peó | g5 negres peó · c4 black circle · f4 black cross · g4 black circle · h4 black cross · b3 black cross · c3 black circle · d3 black cross · c2 blanques peó | g5 negres peó · c4 black circle · f4 black cross · g4 black circle · h4 black cross · b3 black cross · c3 black circle · d3 black cross · c2 blanques peó | g5 negres peó · c4 black circle · f4 black cross · g4 black circle · h4 black cross · b3 black cross · c3 black circle · d3 black cross · c2 blanques peó | g5 negres peó · c4 black circle · f4 black cross · g4 black circle · h4 black cross · b3 black cross · c3 black circle · d3 black cross · c2 blanques peó | g5 negres peó · c4 black circle · f4 black cross · g4 black circle · h4 black cross · b3 black cross · c3 black circle · d3 black cross · c2 blanques peó | 8 |
| 7 | g5 negres peó · c4 black circle · f4 black cross · g4 black circle · h4 black cross · b3 black cross · c3 black circle · d3 black cross · c2 blanques peó | g5 negres peó · c4 black circle · f4 black cross · g4 black circle · h4 black cross · b3 black cross · c3 black circle · d3 black cross · c2 blanques peó | g5 negres peó · c4 black circle · f4 black cross · g4 black circle · h4 black cross · b3 black cross · c3 black circle · d3 black cross · c2 blanques peó | g5 negres peó · c4 black circle · f4 black cross · g4 black circle · h4 black cross · b3 black cross · c3 black circle · d3 black cross · c2 blanques peó | g5 negres peó · c4 black circle · f4 black cross · g4 black circle · h4 black cross · b3 black cross · c3 black circle · d3 black cross · c2 blanques peó | g5 negres peó · c4 black circle · f4 black cross · g4 black circle · h4 black cross · b3 black cross · c3 black circle · d3 black cross · c2 blanques peó | g5 negres peó · c4 black circle · f4 black cross · g4 black circle · h4 black cross · b3 black cross · c3 black circle · d3 black cross · c2 blanques peó | g5 negres peó · c4 black circle · f4 black cross · g4 black circle · h4 black cross · b3 black cross · c3 black circle · d3 black cross · c2 blanques peó | 7 |
| 6 | g5 negres peó · c4 black circle · f4 black cross · g4 black circle · h4 black cross · b3 black cross · c3 black circle · d3 black cross · c2 blanques peó | g5 negres peó · c4 black circle · f4 black cross · g4 black circle · h4 black cross · b3 black cross · c3 black circle · d3 black cross · c2 blanques peó | g5 negres peó · c4 black circle · f4 black cross · g4 black circle · h4 black cross · b3 black cross · c3 black circle · d3 black cross · c2 blanques peó | g5 negres peó · c4 black circle · f4 black cross · g4 black circle · h4 black cross · b3 black cross · c3 black circle · d3 black cross · c2 blanques peó | g5 negres peó · c4 black circle · f4 black cross · g4 black circle · h4 black cross · b3 black cross · c3 black circle · d3 black cross · c2 blanques peó | g5 negres peó · c4 black circle · f4 black cross · g4 black circle · h4 black cross · b3 black cross · c3 black circle · d3 black cross · c2 blanques peó | g5 negres peó · c4 black circle · f4 black cross · g4 black circle · h4 black cross · b3 black cross · c3 black circle · d3 black cross · c2 blanques peó | g5 negres peó · c4 black circle · f4 black cross · g4 black circle · h4 black cross · b3 black cross · c3 black circle · d3 black cross · c2 blanques peó | 6 |
| 5 | g5 negres peó · c4 black circle · f4 black cross · g4 black circle · h4 black cross · b3 black cross · c3 black circle · d3 black cross · c2 blanques peó | g5 negres peó · c4 black circle · f4 black cross · g4 black circle · h4 black cross · b3 black cross · c3 black circle · d3 black cross · c2 blanques peó | g5 negres peó · c4 black circle · f4 black cross · g4 black circle · h4 black cross · b3 black cross · c3 black circle · d3 black cross · c2 blanques peó | g5 negres peó · c4 black circle · f4 black cross · g4 black circle · h4 black cross · b3 black cross · c3 black circle · d3 black cross · c2 blanques peó | g5 negres peó · c4 black circle · f4 black cross · g4 black circle · h4 black cross · b3 black cross · c3 black circle · d3 black cross · c2 blanques peó | g5 negres peó · c4 black circle · f4 black cross · g4 black circle · h4 black cross · b3 black cross · c3 black circle · d3 black cross · c2 blanques peó | g5 negres peó · c4 black circle · f4 black cross · g4 black circle · h4 black cross · b3 black cross · c3 black circle · d3 black cross · c2 blanques peó | g5 negres peó · c4 black circle · f4 black cross · g4 black circle · h4 black cross · b3 black cross · c3 black circle · d3 black cross · c2 blanques peó | 5 |
| 4 | g5 negres peó · c4 black circle · f4 black cross · g4 black circle · h4 black cross · b3 black cross · c3 black circle · d3 black cross · c2 blanques peó | g5 negres peó · c4 black circle · f4 black cross · g4 black circle · h4 black cross · b3 black cross · c3 black circle · d3 black cross · c2 blanques peó | g5 negres peó · c4 black circle · f4 black cross · g4 black circle · h4 black cross · b3 black cross · c3 black circle · d3 black cross · c2 blanques peó | g5 negres peó · c4 black circle · f4 black cross · g4 black circle · h4 black cross · b3 black cross · c3 black circle · d3 black cross · c2 blanques peó | g5 negres peó · c4 black circle · f4 black cross · g4 black circle · h4 black cross · b3 black cross · c3 black circle · d3 black cross · c2 blanques peó | g5 negres peó · c4 black circle · f4 black cross · g4 black circle · h4 black cross · b3 black cross · c3 black circle · d3 black cross · c2 blanques peó | g5 negres peó · c4 black circle · f4 black cross · g4 black circle · h4 black cross · b3 black cross · c3 black circle · d3 black cross · c2 blanques peó | g5 negres peó · c4 black circle · f4 black cross · g4 black circle · h4 black cross · b3 black cross · c3 black circle · d3 black cross · c2 blanques peó | 4 |
| 3 | g5 negres peó · c4 black circle · f4 black cross · g4 black circle · h4 black cross · b3 black cross · c3 black circle · d3 black cross · c2 blanques peó | g5 negres peó · c4 black circle · f4 black cross · g4 black circle · h4 black cross · b3 black cross · c3 black circle · d3 black cross · c2 blanques peó | g5 negres peó · c4 black circle · f4 black cross · g4 black circle · h4 black cross · b3 black cross · c3 black circle · d3 black cross · c2 blanques peó | g5 negres peó · c4 black circle · f4 black cross · g4 black circle · h4 black cross · b3 black cross · c3 black circle · d3 black cross · c2 blanques peó | g5 negres peó · c4 black circle · f4 black cross · g4 black circle · h4 black cross · b3 black cross · c3 black circle · d3 black cross · c2 blanques peó | g5 negres peó · c4 black circle · f4 black cross · g4 black circle · h4 black cross · b3 black cross · c3 black circle · d3 black cross · c2 blanques peó | g5 negres peó · c4 black circle · f4 black cross · g4 black circle · h4 black cross · b3 black cross · c3 black circle · d3 black cross · c2 blanques peó | g5 negres peó · c4 black circle · f4 black cross · g4 black circle · h4 black cross · b3 black cross · c3 black circle · d3 black cross · c2 blanques peó | 3 |
| 2 | g5 negres peó · c4 black circle · f4 black cross · g4 black circle · h4 black cross · b3 black cross · c3 black circle · d3 black cross · c2 blanques peó | g5 negres peó · c4 black circle · f4 black cross · g4 black circle · h4 black cross · b3 black cross · c3 black circle · d3 black cross · c2 blanques peó | g5 negres peó · c4 black circle · f4 black cross · g4 black circle · h4 black cross · b3 black cross · c3 black circle · d3 black cross · c2 blanques peó | g5 negres peó · c4 black circle · f4 black cross · g4 black circle · h4 black cross · b3 black cross · c3 black circle · d3 black cross · c2 blanques peó | g5 negres peó · c4 black circle · f4 black cross · g4 black circle · h4 black cross · b3 black cross · c3 black circle · d3 black cross · c2 blanques peó | g5 negres peó · c4 black circle · f4 black cross · g4 black circle · h4 black cross · b3 black cross · c3 black circle · d3 black cross · c2 blanques peó | g5 negres peó · c4 black circle · f4 black cross · g4 black circle · h4 black cross · b3 black cross · c3 black circle · d3 black cross · c2 blanques peó | g5 negres peó · c4 black circle · f4 black cross · g4 black circle · h4 black cross · b3 black cross · c3 black circle · d3 black cross · c2 blanques peó | 2 |
| 1 | g5 negres peó · c4 black circle · f4 black cross · g4 black circle · h4 black cross · b3 black cross · c3 black circle · d3 black cross · c2 blanques peó | g5 negres peó · c4 black circle · f4 black cross · g4 black circle · h4 black cross · b3 black cross · c3 black circle · d3 black cross · c2 blanques peó | g5 negres peó · c4 black circle · f4 black cross · g4 black circle · h4 black cross · b3 black cross · c3 black circle · d3 black cross · c2 blanques peó | g5 negres peó · c4 black circle · f4 black cross · g4 black circle · h4 black cross · b3 black cross · c3 black circle · d3 black cross · c2 blanques peó | g5 negres peó · c4 black circle · f4 black cross · g4 black circle · h4 black cross · b3 black cross · c3 black circle · d3 black cross · c2 blanques peó | g5 negres peó · c4 black circle · f4 black cross · g4 black circle · h4 black cross · b3 black cross · c3 black circle · d3 black cross · c2 blanques peó | g5 negres peó · c4 black circle · f4 black cross · g4 black circle · h4 black cross · b3 black cross · c3 black circle · d3 black cross · c2 blanques peó | g5 negres peó · c4 black circle · f4 black cross · g4 black circle · h4 black cross · b3 black cross · c3 black circle · d3 black cross · c2 blanques peó | 1 |
|   | a | b | c | d | e | f | g | h |   |

Moviments i captures permeses.

El peó de les negres captura al pas el peó blanc

En la posició inicial de les peces sobre el tauler, cada jugador té a la seva disposició vuit peons, posicionats en la segona fila per a les blanques, i en la setena fila per a les negres. El seu moviment consisteix en l'avanç per l'escac desocupat que té immediatament davant a la mateixa columna o, en el primer moviment opcionalment, per dos escacs en la mateixa columna, sempre que tots dos escacs estiguin desocupats. En els escacs antic el peó sempre avançava només un escaque cada jugada. Per agilitzar el joc es va decidir, a Europa durant l'Edat Mitjana que la primera vegada que es juga un peó, hi hauria la possibilitat d'avançar dues escacs. Aquest fet, però, comportava que es pogués burlar la capacitat defensiva d'un peó adversari. Per evitar-ho, es va establir llavors una jugada especial: la captura al pas del peó (coneguda internacionalment pel nom en francès, en passant). Només va ser uniformitzat amb l'establiment de les regles a la fi del segle xv. A Espanya i Alemanya, aquest avanç només es permetia si no hi havia captura de peces i a Alemanya encara estava restringit als peons de les torres, dama i rei.
Captura en prendre el lloc ocupat per la peça oponent que està en direcció diagonal a la fila immediatament al seu front, prenent el lloc de la peça. Si un peó ataca l'escac pel qual un peó passa a l'oponent ha avançat dues escacs en el seu primer moviment, el peó atacant pot capturar l'adversari, de manera que ocupen el escac sobre el que va passar el peó de l'oponent. Aquesta captura característica s'anomena captura al pas i només es permet en el moviment següent a l'avanç del peó adversari. És l'únic moviment en que la peça que captura no ocupa la posició de la peça capturada.
El moviment al pas va ser introduït al voltant del segle xv. El mestre castellà Ruy López de Segura documenta la regla al seu llibre Libro de la invencion liberal y arte del juego del axedrez (de 1561). A la majoria de llocs la regla de la captura al pas fou adoptada a la vegada que la de les dues caselles a les quals es pot desplaçar el peó en la seva primera jugada, però no obstant no fou universalment adoptada fins que les regles italianes foren canviades el 1880.

## Promoció
|   | a | b | c | d | e | f | g | h |   |
| 8 | d8 negres cavall · g8 negres cavall · h8 negres torre · e7 blanques peó · f7 negres dama · g7 negres peó · h7 negres peó · c6 negres rei · c2 blanques alfil · g2 blanques peó · h2 blanques peó · g1 blanques rei | d8 negres cavall · g8 negres cavall · h8 negres torre · e7 blanques peó · f7 negres dama · g7 negres peó · h7 negres peó · c6 negres rei · c2 blanques alfil · g2 blanques peó · h2 blanques peó · g1 blanques rei | d8 negres cavall · g8 negres cavall · h8 negres torre · e7 blanques peó · f7 negres dama · g7 negres peó · h7 negres peó · c6 negres rei · c2 blanques alfil · g2 blanques peó · h2 blanques peó · g1 blanques rei | d8 negres cavall · g8 negres cavall · h8 negres torre · e7 blanques peó · f7 negres dama · g7 negres peó · h7 negres peó · c6 negres rei · c2 blanques alfil · g2 blanques peó · h2 blanques peó · g1 blanques rei | d8 negres cavall · g8 negres cavall · h8 negres torre · e7 blanques peó · f7 negres dama · g7 negres peó · h7 negres peó · c6 negres rei · c2 blanques alfil · g2 blanques peó · h2 blanques peó · g1 blanques rei | d8 negres cavall · g8 negres cavall · h8 negres torre · e7 blanques peó · f7 negres dama · g7 negres peó · h7 negres peó · c6 negres rei · c2 blanques alfil · g2 blanques peó · h2 blanques peó · g1 blanques rei | d8 negres cavall · g8 negres cavall · h8 negres torre · e7 blanques peó · f7 negres dama · g7 negres peó · h7 negres peó · c6 negres rei · c2 blanques alfil · g2 blanques peó · h2 blanques peó · g1 blanques rei | d8 negres cavall · g8 negres cavall · h8 negres torre · e7 blanques peó · f7 negres dama · g7 negres peó · h7 negres peó · c6 negres rei · c2 blanques alfil · g2 blanques peó · h2 blanques peó · g1 blanques rei | 8 |
| 7 | d8 negres cavall · g8 negres cavall · h8 negres torre · e7 blanques peó · f7 negres dama · g7 negres peó · h7 negres peó · c6 negres rei · c2 blanques alfil · g2 blanques peó · h2 blanques peó · g1 blanques rei | d8 negres cavall · g8 negres cavall · h8 negres torre · e7 blanques peó · f7 negres dama · g7 negres peó · h7 negres peó · c6 negres rei · c2 blanques alfil · g2 blanques peó · h2 blanques peó · g1 blanques rei | d8 negres cavall · g8 negres cavall · h8 negres torre · e7 blanques peó · f7 negres dama · g7 negres peó · h7 negres peó · c6 negres rei · c2 blanques alfil · g2 blanques peó · h2 blanques peó · g1 blanques rei | d8 negres cavall · g8 negres cavall · h8 negres torre · e7 blanques peó · f7 negres dama · g7 negres peó · h7 negres peó · c6 negres rei · c2 blanques alfil · g2 blanques peó · h2 blanques peó · g1 blanques rei | d8 negres cavall · g8 negres cavall · h8 negres torre · e7 blanques peó · f7 negres dama · g7 negres peó · h7 negres peó · c6 negres rei · c2 blanques alfil · g2 blanques peó · h2 blanques peó · g1 blanques rei | d8 negres cavall · g8 negres cavall · h8 negres torre · e7 blanques peó · f7 negres dama · g7 negres peó · h7 negres peó · c6 negres rei · c2 blanques alfil · g2 blanques peó · h2 blanques peó · g1 blanques rei | d8 negres cavall · g8 negres cavall · h8 negres torre · e7 blanques peó · f7 negres dama · g7 negres peó · h7 negres peó · c6 negres rei · c2 blanques alfil · g2 blanques peó · h2 blanques peó · g1 blanques rei | d8 negres cavall · g8 negres cavall · h8 negres torre · e7 blanques peó · f7 negres dama · g7 negres peó · h7 negres peó · c6 negres rei · c2 blanques alfil · g2 blanques peó · h2 blanques peó · g1 blanques rei | 7 |
| 6 | d8 negres cavall · g8 negres cavall · h8 negres torre · e7 blanques peó · f7 negres dama · g7 negres peó · h7 negres peó · c6 negres rei · c2 blanques alfil · g2 blanques peó · h2 blanques peó · g1 blanques rei | d8 negres cavall · g8 negres cavall · h8 negres torre · e7 blanques peó · f7 negres dama · g7 negres peó · h7 negres peó · c6 negres rei · c2 blanques alfil · g2 blanques peó · h2 blanques peó · g1 blanques rei | d8 negres cavall · g8 negres cavall · h8 negres torre · e7 blanques peó · f7 negres dama · g7 negres peó · h7 negres peó · c6 negres rei · c2 blanques alfil · g2 blanques peó · h2 blanques peó · g1 blanques rei | d8 negres cavall · g8 negres cavall · h8 negres torre · e7 blanques peó · f7 negres dama · g7 negres peó · h7 negres peó · c6 negres rei · c2 blanques alfil · g2 blanques peó · h2 blanques peó · g1 blanques rei | d8 negres cavall · g8 negres cavall · h8 negres torre · e7 blanques peó · f7 negres dama · g7 negres peó · h7 negres peó · c6 negres rei · c2 blanques alfil · g2 blanques peó · h2 blanques peó · g1 blanques rei | d8 negres cavall · g8 negres cavall · h8 negres torre · e7 blanques peó · f7 negres dama · g7 negres peó · h7 negres peó · c6 negres rei · c2 blanques alfil · g2 blanques peó · h2 blanques peó · g1 blanques rei | d8 negres cavall · g8 negres cavall · h8 negres torre · e7 blanques peó · f7 negres dama · g7 negres peó · h7 negres peó · c6 negres rei · c2 blanques alfil · g2 blanques peó · h2 blanques peó · g1 blanques rei | d8 negres cavall · g8 negres cavall · h8 negres torre · e7 blanques peó · f7 negres dama · g7 negres peó · h7 negres peó · c6 negres rei · c2 blanques alfil · g2 blanques peó · h2 blanques peó · g1 blanques rei | 6 |
| 5 | d8 negres cavall · g8 negres cavall · h8 negres torre · e7 blanques peó · f7 negres dama · g7 negres peó · h7 negres peó · c6 negres rei · c2 blanques alfil · g2 blanques peó · h2 blanques peó · g1 blanques rei | d8 negres cavall · g8 negres cavall · h8 negres torre · e7 blanques peó · f7 negres dama · g7 negres peó · h7 negres peó · c6 negres rei · c2 blanques alfil · g2 blanques peó · h2 blanques peó · g1 blanques rei | d8 negres cavall · g8 negres cavall · h8 negres torre · e7 blanques peó · f7 negres dama · g7 negres peó · h7 negres peó · c6 negres rei · c2 blanques alfil · g2 blanques peó · h2 blanques peó · g1 blanques rei | d8 negres cavall · g8 negres cavall · h8 negres torre · e7 blanques peó · f7 negres dama · g7 negres peó · h7 negres peó · c6 negres rei · c2 blanques alfil · g2 blanques peó · h2 blanques peó · g1 blanques rei | d8 negres cavall · g8 negres cavall · h8 negres torre · e7 blanques peó · f7 negres dama · g7 negres peó · h7 negres peó · c6 negres rei · c2 blanques alfil · g2 blanques peó · h2 blanques peó · g1 blanques rei | d8 negres cavall · g8 negres cavall · h8 negres torre · e7 blanques peó · f7 negres dama · g7 negres peó · h7 negres peó · c6 negres rei · c2 blanques alfil · g2 blanques peó · h2 blanques peó · g1 blanques rei | d8 negres cavall · g8 negres cavall · h8 negres torre · e7 blanques peó · f7 negres dama · g7 negres peó · h7 negres peó · c6 negres rei · c2 blanques alfil · g2 blanques peó · h2 blanques peó · g1 blanques rei | d8 negres cavall · g8 negres cavall · h8 negres torre · e7 blanques peó · f7 negres dama · g7 negres peó · h7 negres peó · c6 negres rei · c2 blanques alfil · g2 blanques peó · h2 blanques peó · g1 blanques rei | 5 |
| 4 | d8 negres cavall · g8 negres cavall · h8 negres torre · e7 blanques peó · f7 negres dama · g7 negres peó · h7 negres peó · c6 negres rei · c2 blanques alfil · g2 blanques peó · h2 blanques peó · g1 blanques rei | d8 negres cavall · g8 negres cavall · h8 negres torre · e7 blanques peó · f7 negres dama · g7 negres peó · h7 negres peó · c6 negres rei · c2 blanques alfil · g2 blanques peó · h2 blanques peó · g1 blanques rei | d8 negres cavall · g8 negres cavall · h8 negres torre · e7 blanques peó · f7 negres dama · g7 negres peó · h7 negres peó · c6 negres rei · c2 blanques alfil · g2 blanques peó · h2 blanques peó · g1 blanques rei | d8 negres cavall · g8 negres cavall · h8 negres torre · e7 blanques peó · f7 negres dama · g7 negres peó · h7 negres peó · c6 negres rei · c2 blanques alfil · g2 blanques peó · h2 blanques peó · g1 blanques rei | d8 negres cavall · g8 negres cavall · h8 negres torre · e7 blanques peó · f7 negres dama · g7 negres peó · h7 negres peó · c6 negres rei · c2 blanques alfil · g2 blanques peó · h2 blanques peó · g1 blanques rei | d8 negres cavall · g8 negres cavall · h8 negres torre · e7 blanques peó · f7 negres dama · g7 negres peó · h7 negres peó · c6 negres rei · c2 blanques alfil · g2 blanques peó · h2 blanques peó · g1 blanques rei | d8 negres cavall · g8 negres cavall · h8 negres torre · e7 blanques peó · f7 negres dama · g7 negres peó · h7 negres peó · c6 negres rei · c2 blanques alfil · g2 blanques peó · h2 blanques peó · g1 blanques rei | d8 negres cavall · g8 negres cavall · h8 negres torre · e7 blanques peó · f7 negres dama · g7 negres peó · h7 negres peó · c6 negres rei · c2 blanques alfil · g2 blanques peó · h2 blanques peó · g1 blanques rei | 4 |
| 3 | d8 negres cavall · g8 negres cavall · h8 negres torre · e7 blanques peó · f7 negres dama · g7 negres peó · h7 negres peó · c6 negres rei · c2 blanques alfil · g2 blanques peó · h2 blanques peó · g1 blanques rei | d8 negres cavall · g8 negres cavall · h8 negres torre · e7 blanques peó · f7 negres dama · g7 negres peó · h7 negres peó · c6 negres rei · c2 blanques alfil · g2 blanques peó · h2 blanques peó · g1 blanques rei | d8 negres cavall · g8 negres cavall · h8 negres torre · e7 blanques peó · f7 negres dama · g7 negres peó · h7 negres peó · c6 negres rei · c2 blanques alfil · g2 blanques peó · h2 blanques peó · g1 blanques rei | d8 negres cavall · g8 negres cavall · h8 negres torre · e7 blanques peó · f7 negres dama · g7 negres peó · h7 negres peó · c6 negres rei · c2 blanques alfil · g2 blanques peó · h2 blanques peó · g1 blanques rei | d8 negres cavall · g8 negres cavall · h8 negres torre · e7 blanques peó · f7 negres dama · g7 negres peó · h7 negres peó · c6 negres rei · c2 blanques alfil · g2 blanques peó · h2 blanques peó · g1 blanques rei | d8 negres cavall · g8 negres cavall · h8 negres torre · e7 blanques peó · f7 negres dama · g7 negres peó · h7 negres peó · c6 negres rei · c2 blanques alfil · g2 blanques peó · h2 blanques peó · g1 blanques rei | d8 negres cavall · g8 negres cavall · h8 negres torre · e7 blanques peó · f7 negres dama · g7 negres peó · h7 negres peó · c6 negres rei · c2 blanques alfil · g2 blanques peó · h2 blanques peó · g1 blanques rei | d8 negres cavall · g8 negres cavall · h8 negres torre · e7 blanques peó · f7 negres dama · g7 negres peó · h7 negres peó · c6 negres rei · c2 blanques alfil · g2 blanques peó · h2 blanques peó · g1 blanques rei | 3 |
| 2 | d8 negres cavall · g8 negres cavall · h8 negres torre · e7 blanques peó · f7 negres dama · g7 negres peó · h7 negres peó · c6 negres rei · c2 blanques alfil · g2 blanques peó · h2 blanques peó · g1 blanques rei | d8 negres cavall · g8 negres cavall · h8 negres torre · e7 blanques peó · f7 negres dama · g7 negres peó · h7 negres peó · c6 negres rei · c2 blanques alfil · g2 blanques peó · h2 blanques peó · g1 blanques rei | d8 negres cavall · g8 negres cavall · h8 negres torre · e7 blanques peó · f7 negres dama · g7 negres peó · h7 negres peó · c6 negres rei · c2 blanques alfil · g2 blanques peó · h2 blanques peó · g1 blanques rei | d8 negres cavall · g8 negres cavall · h8 negres torre · e7 blanques peó · f7 negres dama · g7 negres peó · h7 negres peó · c6 negres rei · c2 blanques alfil · g2 blanques peó · h2 blanques peó · g1 blanques rei | d8 negres cavall · g8 negres cavall · h8 negres torre · e7 blanques peó · f7 negres dama · g7 negres peó · h7 negres peó · c6 negres rei · c2 blanques alfil · g2 blanques peó · h2 blanques peó · g1 blanques rei | d8 negres cavall · g8 negres cavall · h8 negres torre · e7 blanques peó · f7 negres dama · g7 negres peó · h7 negres peó · c6 negres rei · c2 blanques alfil · g2 blanques peó · h2 blanques peó · g1 blanques rei | d8 negres cavall · g8 negres cavall · h8 negres torre · e7 blanques peó · f7 negres dama · g7 negres peó · h7 negres peó · c6 negres rei · c2 blanques alfil · g2 blanques peó · h2 blanques peó · g1 blanques rei | d8 negres cavall · g8 negres cavall · h8 negres torre · e7 blanques peó · f7 negres dama · g7 negres peó · h7 negres peó · c6 negres rei · c2 blanques alfil · g2 blanques peó · h2 blanques peó · g1 blanques rei | 2 |
| 1 | d8 negres cavall · g8 negres cavall · h8 negres torre · e7 blanques peó · f7 negres dama · g7 negres peó · h7 negres peó · c6 negres rei · c2 blanques alfil · g2 blanques peó · h2 blanques peó · g1 blanques rei | d8 negres cavall · g8 negres cavall · h8 negres torre · e7 blanques peó · f7 negres dama · g7 negres peó · h7 negres peó · c6 negres rei · c2 blanques alfil · g2 blanques peó · h2 blanques peó · g1 blanques rei | d8 negres cavall · g8 negres cavall · h8 negres torre · e7 blanques peó · f7 negres dama · g7 negres peó · h7 negres peó · c6 negres rei · c2 blanques alfil · g2 blanques peó · h2 blanques peó · g1 blanques rei | d8 negres cavall · g8 negres cavall · h8 negres torre · e7 blanques peó · f7 negres dama · g7 negres peó · h7 negres peó · c6 negres rei · c2 blanques alfil · g2 blanques peó · h2 blanques peó · g1 blanques rei | d8 negres cavall · g8 negres cavall · h8 negres torre · e7 blanques peó · f7 negres dama · g7 negres peó · h7 negres peó · c6 negres rei · c2 blanques alfil · g2 blanques peó · h2 blanques peó · g1 blanques rei | d8 negres cavall · g8 negres cavall · h8 negres torre · e7 blanques peó · f7 negres dama · g7 negres peó · h7 negres peó · c6 negres rei · c2 blanques alfil · g2 blanques peó · h2 blanques peó · g1 blanques rei | d8 negres cavall · g8 negres cavall · h8 negres torre · e7 blanques peó · f7 negres dama · g7 negres peó · h7 negres peó · c6 negres rei · c2 blanques alfil · g2 blanques peó · h2 blanques peó · g1 blanques rei | d8 negres cavall · g8 negres cavall · h8 negres torre · e7 blanques peó · f7 negres dama · g7 negres peó · h7 negres peó · c6 negres rei · c2 blanques alfil · g2 blanques peó · h2 blanques peó · g1 blanques rei | 1 |
|   | a | b | c | d | e | f | g | h |   |

La promoció o coronació és una regla dels escacs que es refereix a la transformació d'un peó (quan arriba a la vuitena fila de l'escaquer) en la peça que el jugador triï entre dama, cavall, torre, o alfil del mateix color. La nova peça reemplaça el peó justament a la mateixa casella, i aquesta acció és part de la jugada. La promoció no és limitada a les peces que ja hagin estat capturades (Schiller 2003:18–19). La promoció és obligatòria per tots els peons que assoleixen la vuitena fila, i, de fet, la promoció sovint decideix el resultat d'un final d'escacs.
Com que la dama és la peça més potent, en la pràctica, la immensa majoria de les promocions es fan a dama, acció que rep el nom concret de coronació. De fet, en català, en general s'empra més, per extensió, el terme coronació per referir-se a qualsevol tipus de promoció. En literatura escaquística, pel cas específic de promoció a una peça diferent de la dama, s'empra de vegades el terme promoció menor.
Pel cas que la peça a la qual hom vol promocionar no estigui disponible, les regles de la FIDE estableixen que el jugador pot aturar el rellotge i demanar a l'àrbitre la peça correcta. En la pràctica, en el joc aficionat, i també en partides oficials sense àrbitre, hom fa servir una torre a l'inrevés com si fos una dama.
La promoció en rei no és possible en els escacs, però és permesa en algunes variacions dels escacs. En el passat, la promoció no era obligatòria, i el jugador podia triar de mantenir el peó a la vuitena fila. En algunes variants d'escacs màgics, és possible la promoció a peces del color del rival.

## Valor relatiu
En general, el valor relatiu del peó és atribuït arbitràriament com un punt, encara que els peons centrals siguin més valuosos. No obstant això, en els finals el valor pot ser superior en la mesura que aquests avancin i hi hagi la possibilitat de ser promoguts. El valor del peó pot variar segons l'estructura de peons que tinguin els existents. Els peons doblats valen 0,75 punts si poden desfer tal debilitat i 0,5 punts en el cas que no sigui possible.

## Estratègia
| «                                 | Il pedone è l'anima degli scacchi. | El peó és l'ànima dels escacs. | » |
| — François-André Danican Philidor |                                    |                                |   |

El posicionament dels peons és un element clau en la estratègia dels escacs per la seva baixa mobilitat. Si bé altres peces solen ser traslladades a posicions més favorables si es troben temporalment mal col·locades, un peó poc posicionat es troba limitat en el seu moviment i sovint no es pot traslladar. Els peons s'utilitzen per controlar escacs importants del tauler o impedir l'avanç dels peons adversaris. Quan té el camí sense obstacles, l'avanç de peó al tauler augmenta la probabilitat de promoció a dama, el que pot influir en l'estratègia que s'adopti a mesura que l'oponent mogui les seves peces per bloquejar el peó.
Un peó pot ser sacrificat per salvat altres peces o permetre el desenvolupament d'aquestes. Quan el sacrifici es porta a la fase d'obertura, s'anomena gambit. En teoria, una majoria de peons poden convertir-se en un peó passat en la fase final de la partida que podria ser decisiu per a la conclusió de la mateixa. La base, és a dir el peó més atrasat i connectat a la cadena de peons, és el punt més vulnerable als atacs perquè no és defensat per cap altre peó, sent normalment atacat per debilitar l'estructura dels peons. Sempre que sigui possible s'ha d'evitar la creació de peons aïllats o isolats. Els peons doblats també poden considerar-se vulnerables.
Originalment, la teoria dels escacs preconizaba l'ocupació del centre del tauler com un avantatge espacial per a desenvolupar-se durant la partida. En canvi, l'Escola Hipermoderna d'escacs desenvolupada a principis del segle xx van modificar aquesta visió, veient oportunitats per atacar una distància del centre del tauler.
|   | a | b | c | d | e | f | g | h |   |
| 8 | a8 negres torre · b8 negres cavall · c8 negres alfil · d8 negres dama · e8 negres rei · f8 negres alfil · g8 negres cavall · h8 negres torre · a7 negres peó · b7 negres peó · f7 negres peó · g7 negres peó · h7 negres peó · e6 negres peó · d5 negres peó · e5 blanques peó · c4 negres peó · d4 blanques peó · c3 blanques peó · a2 blanques peó · b2 blanques peó · f2 blanques peó · g2 blanques peó · h2 blanques peó · a1 blanques torre · b1 blanques cavall · c1 blanques alfil · d1 blanques dama · e1 blanques rei · f1 blanques alfil · g1 blanques cavall · h1 blanques torre | a8 negres torre · b8 negres cavall · c8 negres alfil · d8 negres dama · e8 negres rei · f8 negres alfil · g8 negres cavall · h8 negres torre · a7 negres peó · b7 negres peó · f7 negres peó · g7 negres peó · h7 negres peó · e6 negres peó · d5 negres peó · e5 blanques peó · c4 negres peó · d4 blanques peó · c3 blanques peó · a2 blanques peó · b2 blanques peó · f2 blanques peó · g2 blanques peó · h2 blanques peó · a1 blanques torre · b1 blanques cavall · c1 blanques alfil · d1 blanques dama · e1 blanques rei · f1 blanques alfil · g1 blanques cavall · h1 blanques torre | a8 negres torre · b8 negres cavall · c8 negres alfil · d8 negres dama · e8 negres rei · f8 negres alfil · g8 negres cavall · h8 negres torre · a7 negres peó · b7 negres peó · f7 negres peó · g7 negres peó · h7 negres peó · e6 negres peó · d5 negres peó · e5 blanques peó · c4 negres peó · d4 blanques peó · c3 blanques peó · a2 blanques peó · b2 blanques peó · f2 blanques peó · g2 blanques peó · h2 blanques peó · a1 blanques torre · b1 blanques cavall · c1 blanques alfil · d1 blanques dama · e1 blanques rei · f1 blanques alfil · g1 blanques cavall · h1 blanques torre | a8 negres torre · b8 negres cavall · c8 negres alfil · d8 negres dama · e8 negres rei · f8 negres alfil · g8 negres cavall · h8 negres torre · a7 negres peó · b7 negres peó · f7 negres peó · g7 negres peó · h7 negres peó · e6 negres peó · d5 negres peó · e5 blanques peó · c4 negres peó · d4 blanques peó · c3 blanques peó · a2 blanques peó · b2 blanques peó · f2 blanques peó · g2 blanques peó · h2 blanques peó · a1 blanques torre · b1 blanques cavall · c1 blanques alfil · d1 blanques dama · e1 blanques rei · f1 blanques alfil · g1 blanques cavall · h1 blanques torre | a8 negres torre · b8 negres cavall · c8 negres alfil · d8 negres dama · e8 negres rei · f8 negres alfil · g8 negres cavall · h8 negres torre · a7 negres peó · b7 negres peó · f7 negres peó · g7 negres peó · h7 negres peó · e6 negres peó · d5 negres peó · e5 blanques peó · c4 negres peó · d4 blanques peó · c3 blanques peó · a2 blanques peó · b2 blanques peó · f2 blanques peó · g2 blanques peó · h2 blanques peó · a1 blanques torre · b1 blanques cavall · c1 blanques alfil · d1 blanques dama · e1 blanques rei · f1 blanques alfil · g1 blanques cavall · h1 blanques torre | a8 negres torre · b8 negres cavall · c8 negres alfil · d8 negres dama · e8 negres rei · f8 negres alfil · g8 negres cavall · h8 negres torre · a7 negres peó · b7 negres peó · f7 negres peó · g7 negres peó · h7 negres peó · e6 negres peó · d5 negres peó · e5 blanques peó · c4 negres peó · d4 blanques peó · c3 blanques peó · a2 blanques peó · b2 blanques peó · f2 blanques peó · g2 blanques peó · h2 blanques peó · a1 blanques torre · b1 blanques cavall · c1 blanques alfil · d1 blanques dama · e1 blanques rei · f1 blanques alfil · g1 blanques cavall · h1 blanques torre | a8 negres torre · b8 negres cavall · c8 negres alfil · d8 negres dama · e8 negres rei · f8 negres alfil · g8 negres cavall · h8 negres torre · a7 negres peó · b7 negres peó · f7 negres peó · g7 negres peó · h7 negres peó · e6 negres peó · d5 negres peó · e5 blanques peó · c4 negres peó · d4 blanques peó · c3 blanques peó · a2 blanques peó · b2 blanques peó · f2 blanques peó · g2 blanques peó · h2 blanques peó · a1 blanques torre · b1 blanques cavall · c1 blanques alfil · d1 blanques dama · e1 blanques rei · f1 blanques alfil · g1 blanques cavall · h1 blanques torre | a8 negres torre · b8 negres cavall · c8 negres alfil · d8 negres dama · e8 negres rei · f8 negres alfil · g8 negres cavall · h8 negres torre · a7 negres peó · b7 negres peó · f7 negres peó · g7 negres peó · h7 negres peó · e6 negres peó · d5 negres peó · e5 blanques peó · c4 negres peó · d4 blanques peó · c3 blanques peó · a2 blanques peó · b2 blanques peó · f2 blanques peó · g2 blanques peó · h2 blanques peó · a1 blanques torre · b1 blanques cavall · c1 blanques alfil · d1 blanques dama · e1 blanques rei · f1 blanques alfil · g1 blanques cavall · h1 blanques torre | 8 |
| 7 | a8 negres torre · b8 negres cavall · c8 negres alfil · d8 negres dama · e8 negres rei · f8 negres alfil · g8 negres cavall · h8 negres torre · a7 negres peó · b7 negres peó · f7 negres peó · g7 negres peó · h7 negres peó · e6 negres peó · d5 negres peó · e5 blanques peó · c4 negres peó · d4 blanques peó · c3 blanques peó · a2 blanques peó · b2 blanques peó · f2 blanques peó · g2 blanques peó · h2 blanques peó · a1 blanques torre · b1 blanques cavall · c1 blanques alfil · d1 blanques dama · e1 blanques rei · f1 blanques alfil · g1 blanques cavall · h1 blanques torre | a8 negres torre · b8 negres cavall · c8 negres alfil · d8 negres dama · e8 negres rei · f8 negres alfil · g8 negres cavall · h8 negres torre · a7 negres peó · b7 negres peó · f7 negres peó · g7 negres peó · h7 negres peó · e6 negres peó · d5 negres peó · e5 blanques peó · c4 negres peó · d4 blanques peó · c3 blanques peó · a2 blanques peó · b2 blanques peó · f2 blanques peó · g2 blanques peó · h2 blanques peó · a1 blanques torre · b1 blanques cavall · c1 blanques alfil · d1 blanques dama · e1 blanques rei · f1 blanques alfil · g1 blanques cavall · h1 blanques torre | a8 negres torre · b8 negres cavall · c8 negres alfil · d8 negres dama · e8 negres rei · f8 negres alfil · g8 negres cavall · h8 negres torre · a7 negres peó · b7 negres peó · f7 negres peó · g7 negres peó · h7 negres peó · e6 negres peó · d5 negres peó · e5 blanques peó · c4 negres peó · d4 blanques peó · c3 blanques peó · a2 blanques peó · b2 blanques peó · f2 blanques peó · g2 blanques peó · h2 blanques peó · a1 blanques torre · b1 blanques cavall · c1 blanques alfil · d1 blanques dama · e1 blanques rei · f1 blanques alfil · g1 blanques cavall · h1 blanques torre | a8 negres torre · b8 negres cavall · c8 negres alfil · d8 negres dama · e8 negres rei · f8 negres alfil · g8 negres cavall · h8 negres torre · a7 negres peó · b7 negres peó · f7 negres peó · g7 negres peó · h7 negres peó · e6 negres peó · d5 negres peó · e5 blanques peó · c4 negres peó · d4 blanques peó · c3 blanques peó · a2 blanques peó · b2 blanques peó · f2 blanques peó · g2 blanques peó · h2 blanques peó · a1 blanques torre · b1 blanques cavall · c1 blanques alfil · d1 blanques dama · e1 blanques rei · f1 blanques alfil · g1 blanques cavall · h1 blanques torre | a8 negres torre · b8 negres cavall · c8 negres alfil · d8 negres dama · e8 negres rei · f8 negres alfil · g8 negres cavall · h8 negres torre · a7 negres peó · b7 negres peó · f7 negres peó · g7 negres peó · h7 negres peó · e6 negres peó · d5 negres peó · e5 blanques peó · c4 negres peó · d4 blanques peó · c3 blanques peó · a2 blanques peó · b2 blanques peó · f2 blanques peó · g2 blanques peó · h2 blanques peó · a1 blanques torre · b1 blanques cavall · c1 blanques alfil · d1 blanques dama · e1 blanques rei · f1 blanques alfil · g1 blanques cavall · h1 blanques torre | a8 negres torre · b8 negres cavall · c8 negres alfil · d8 negres dama · e8 negres rei · f8 negres alfil · g8 negres cavall · h8 negres torre · a7 negres peó · b7 negres peó · f7 negres peó · g7 negres peó · h7 negres peó · e6 negres peó · d5 negres peó · e5 blanques peó · c4 negres peó · d4 blanques peó · c3 blanques peó · a2 blanques peó · b2 blanques peó · f2 blanques peó · g2 blanques peó · h2 blanques peó · a1 blanques torre · b1 blanques cavall · c1 blanques alfil · d1 blanques dama · e1 blanques rei · f1 blanques alfil · g1 blanques cavall · h1 blanques torre | a8 negres torre · b8 negres cavall · c8 negres alfil · d8 negres dama · e8 negres rei · f8 negres alfil · g8 negres cavall · h8 negres torre · a7 negres peó · b7 negres peó · f7 negres peó · g7 negres peó · h7 negres peó · e6 negres peó · d5 negres peó · e5 blanques peó · c4 negres peó · d4 blanques peó · c3 blanques peó · a2 blanques peó · b2 blanques peó · f2 blanques peó · g2 blanques peó · h2 blanques peó · a1 blanques torre · b1 blanques cavall · c1 blanques alfil · d1 blanques dama · e1 blanques rei · f1 blanques alfil · g1 blanques cavall · h1 blanques torre | a8 negres torre · b8 negres cavall · c8 negres alfil · d8 negres dama · e8 negres rei · f8 negres alfil · g8 negres cavall · h8 negres torre · a7 negres peó · b7 negres peó · f7 negres peó · g7 negres peó · h7 negres peó · e6 negres peó · d5 negres peó · e5 blanques peó · c4 negres peó · d4 blanques peó · c3 blanques peó · a2 blanques peó · b2 blanques peó · f2 blanques peó · g2 blanques peó · h2 blanques peó · a1 blanques torre · b1 blanques cavall · c1 blanques alfil · d1 blanques dama · e1 blanques rei · f1 blanques alfil · g1 blanques cavall · h1 blanques torre | 7 |
| 6 | a8 negres torre · b8 negres cavall · c8 negres alfil · d8 negres dama · e8 negres rei · f8 negres alfil · g8 negres cavall · h8 negres torre · a7 negres peó · b7 negres peó · f7 negres peó · g7 negres peó · h7 negres peó · e6 negres peó · d5 negres peó · e5 blanques peó · c4 negres peó · d4 blanques peó · c3 blanques peó · a2 blanques peó · b2 blanques peó · f2 blanques peó · g2 blanques peó · h2 blanques peó · a1 blanques torre · b1 blanques cavall · c1 blanques alfil · d1 blanques dama · e1 blanques rei · f1 blanques alfil · g1 blanques cavall · h1 blanques torre | a8 negres torre · b8 negres cavall · c8 negres alfil · d8 negres dama · e8 negres rei · f8 negres alfil · g8 negres cavall · h8 negres torre · a7 negres peó · b7 negres peó · f7 negres peó · g7 negres peó · h7 negres peó · e6 negres peó · d5 negres peó · e5 blanques peó · c4 negres peó · d4 blanques peó · c3 blanques peó · a2 blanques peó · b2 blanques peó · f2 blanques peó · g2 blanques peó · h2 blanques peó · a1 blanques torre · b1 blanques cavall · c1 blanques alfil · d1 blanques dama · e1 blanques rei · f1 blanques alfil · g1 blanques cavall · h1 blanques torre | a8 negres torre · b8 negres cavall · c8 negres alfil · d8 negres dama · e8 negres rei · f8 negres alfil · g8 negres cavall · h8 negres torre · a7 negres peó · b7 negres peó · f7 negres peó · g7 negres peó · h7 negres peó · e6 negres peó · d5 negres peó · e5 blanques peó · c4 negres peó · d4 blanques peó · c3 blanques peó · a2 blanques peó · b2 blanques peó · f2 blanques peó · g2 blanques peó · h2 blanques peó · a1 blanques torre · b1 blanques cavall · c1 blanques alfil · d1 blanques dama · e1 blanques rei · f1 blanques alfil · g1 blanques cavall · h1 blanques torre | a8 negres torre · b8 negres cavall · c8 negres alfil · d8 negres dama · e8 negres rei · f8 negres alfil · g8 negres cavall · h8 negres torre · a7 negres peó · b7 negres peó · f7 negres peó · g7 negres peó · h7 negres peó · e6 negres peó · d5 negres peó · e5 blanques peó · c4 negres peó · d4 blanques peó · c3 blanques peó · a2 blanques peó · b2 blanques peó · f2 blanques peó · g2 blanques peó · h2 blanques peó · a1 blanques torre · b1 blanques cavall · c1 blanques alfil · d1 blanques dama · e1 blanques rei · f1 blanques alfil · g1 blanques cavall · h1 blanques torre | a8 negres torre · b8 negres cavall · c8 negres alfil · d8 negres dama · e8 negres rei · f8 negres alfil · g8 negres cavall · h8 negres torre · a7 negres peó · b7 negres peó · f7 negres peó · g7 negres peó · h7 negres peó · e6 negres peó · d5 negres peó · e5 blanques peó · c4 negres peó · d4 blanques peó · c3 blanques peó · a2 blanques peó · b2 blanques peó · f2 blanques peó · g2 blanques peó · h2 blanques peó · a1 blanques torre · b1 blanques cavall · c1 blanques alfil · d1 blanques dama · e1 blanques rei · f1 blanques alfil · g1 blanques cavall · h1 blanques torre | a8 negres torre · b8 negres cavall · c8 negres alfil · d8 negres dama · e8 negres rei · f8 negres alfil · g8 negres cavall · h8 negres torre · a7 negres peó · b7 negres peó · f7 negres peó · g7 negres peó · h7 negres peó · e6 negres peó · d5 negres peó · e5 blanques peó · c4 negres peó · d4 blanques peó · c3 blanques peó · a2 blanques peó · b2 blanques peó · f2 blanques peó · g2 blanques peó · h2 blanques peó · a1 blanques torre · b1 blanques cavall · c1 blanques alfil · d1 blanques dama · e1 blanques rei · f1 blanques alfil · g1 blanques cavall · h1 blanques torre | a8 negres torre · b8 negres cavall · c8 negres alfil · d8 negres dama · e8 negres rei · f8 negres alfil · g8 negres cavall · h8 negres torre · a7 negres peó · b7 negres peó · f7 negres peó · g7 negres peó · h7 negres peó · e6 negres peó · d5 negres peó · e5 blanques peó · c4 negres peó · d4 blanques peó · c3 blanques peó · a2 blanques peó · b2 blanques peó · f2 blanques peó · g2 blanques peó · h2 blanques peó · a1 blanques torre · b1 blanques cavall · c1 blanques alfil · d1 blanques dama · e1 blanques rei · f1 blanques alfil · g1 blanques cavall · h1 blanques torre | a8 negres torre · b8 negres cavall · c8 negres alfil · d8 negres dama · e8 negres rei · f8 negres alfil · g8 negres cavall · h8 negres torre · a7 negres peó · b7 negres peó · f7 negres peó · g7 negres peó · h7 negres peó · e6 negres peó · d5 negres peó · e5 blanques peó · c4 negres peó · d4 blanques peó · c3 blanques peó · a2 blanques peó · b2 blanques peó · f2 blanques peó · g2 blanques peó · h2 blanques peó · a1 blanques torre · b1 blanques cavall · c1 blanques alfil · d1 blanques dama · e1 blanques rei · f1 blanques alfil · g1 blanques cavall · h1 blanques torre | 6 |
| 5 | a8 negres torre · b8 negres cavall · c8 negres alfil · d8 negres dama · e8 negres rei · f8 negres alfil · g8 negres cavall · h8 negres torre · a7 negres peó · b7 negres peó · f7 negres peó · g7 negres peó · h7 negres peó · e6 negres peó · d5 negres peó · e5 blanques peó · c4 negres peó · d4 blanques peó · c3 blanques peó · a2 blanques peó · b2 blanques peó · f2 blanques peó · g2 blanques peó · h2 blanques peó · a1 blanques torre · b1 blanques cavall · c1 blanques alfil · d1 blanques dama · e1 blanques rei · f1 blanques alfil · g1 blanques cavall · h1 blanques torre | a8 negres torre · b8 negres cavall · c8 negres alfil · d8 negres dama · e8 negres rei · f8 negres alfil · g8 negres cavall · h8 negres torre · a7 negres peó · b7 negres peó · f7 negres peó · g7 negres peó · h7 negres peó · e6 negres peó · d5 negres peó · e5 blanques peó · c4 negres peó · d4 blanques peó · c3 blanques peó · a2 blanques peó · b2 blanques peó · f2 blanques peó · g2 blanques peó · h2 blanques peó · a1 blanques torre · b1 blanques cavall · c1 blanques alfil · d1 blanques dama · e1 blanques rei · f1 blanques alfil · g1 blanques cavall · h1 blanques torre | a8 negres torre · b8 negres cavall · c8 negres alfil · d8 negres dama · e8 negres rei · f8 negres alfil · g8 negres cavall · h8 negres torre · a7 negres peó · b7 negres peó · f7 negres peó · g7 negres peó · h7 negres peó · e6 negres peó · d5 negres peó · e5 blanques peó · c4 negres peó · d4 blanques peó · c3 blanques peó · a2 blanques peó · b2 blanques peó · f2 blanques peó · g2 blanques peó · h2 blanques peó · a1 blanques torre · b1 blanques cavall · c1 blanques alfil · d1 blanques dama · e1 blanques rei · f1 blanques alfil · g1 blanques cavall · h1 blanques torre | a8 negres torre · b8 negres cavall · c8 negres alfil · d8 negres dama · e8 negres rei · f8 negres alfil · g8 negres cavall · h8 negres torre · a7 negres peó · b7 negres peó · f7 negres peó · g7 negres peó · h7 negres peó · e6 negres peó · d5 negres peó · e5 blanques peó · c4 negres peó · d4 blanques peó · c3 blanques peó · a2 blanques peó · b2 blanques peó · f2 blanques peó · g2 blanques peó · h2 blanques peó · a1 blanques torre · b1 blanques cavall · c1 blanques alfil · d1 blanques dama · e1 blanques rei · f1 blanques alfil · g1 blanques cavall · h1 blanques torre | a8 negres torre · b8 negres cavall · c8 negres alfil · d8 negres dama · e8 negres rei · f8 negres alfil · g8 negres cavall · h8 negres torre · a7 negres peó · b7 negres peó · f7 negres peó · g7 negres peó · h7 negres peó · e6 negres peó · d5 negres peó · e5 blanques peó · c4 negres peó · d4 blanques peó · c3 blanques peó · a2 blanques peó · b2 blanques peó · f2 blanques peó · g2 blanques peó · h2 blanques peó · a1 blanques torre · b1 blanques cavall · c1 blanques alfil · d1 blanques dama · e1 blanques rei · f1 blanques alfil · g1 blanques cavall · h1 blanques torre | a8 negres torre · b8 negres cavall · c8 negres alfil · d8 negres dama · e8 negres rei · f8 negres alfil · g8 negres cavall · h8 negres torre · a7 negres peó · b7 negres peó · f7 negres peó · g7 negres peó · h7 negres peó · e6 negres peó · d5 negres peó · e5 blanques peó · c4 negres peó · d4 blanques peó · c3 blanques peó · a2 blanques peó · b2 blanques peó · f2 blanques peó · g2 blanques peó · h2 blanques peó · a1 blanques torre · b1 blanques cavall · c1 blanques alfil · d1 blanques dama · e1 blanques rei · f1 blanques alfil · g1 blanques cavall · h1 blanques torre | a8 negres torre · b8 negres cavall · c8 negres alfil · d8 negres dama · e8 negres rei · f8 negres alfil · g8 negres cavall · h8 negres torre · a7 negres peó · b7 negres peó · f7 negres peó · g7 negres peó · h7 negres peó · e6 negres peó · d5 negres peó · e5 blanques peó · c4 negres peó · d4 blanques peó · c3 blanques peó · a2 blanques peó · b2 blanques peó · f2 blanques peó · g2 blanques peó · h2 blanques peó · a1 blanques torre · b1 blanques cavall · c1 blanques alfil · d1 blanques dama · e1 blanques rei · f1 blanques alfil · g1 blanques cavall · h1 blanques torre | a8 negres torre · b8 negres cavall · c8 negres alfil · d8 negres dama · e8 negres rei · f8 negres alfil · g8 negres cavall · h8 negres torre · a7 negres peó · b7 negres peó · f7 negres peó · g7 negres peó · h7 negres peó · e6 negres peó · d5 negres peó · e5 blanques peó · c4 negres peó · d4 blanques peó · c3 blanques peó · a2 blanques peó · b2 blanques peó · f2 blanques peó · g2 blanques peó · h2 blanques peó · a1 blanques torre · b1 blanques cavall · c1 blanques alfil · d1 blanques dama · e1 blanques rei · f1 blanques alfil · g1 blanques cavall · h1 blanques torre | 5 |
| 4 | a8 negres torre · b8 negres cavall · c8 negres alfil · d8 negres dama · e8 negres rei · f8 negres alfil · g8 negres cavall · h8 negres torre · a7 negres peó · b7 negres peó · f7 negres peó · g7 negres peó · h7 negres peó · e6 negres peó · d5 negres peó · e5 blanques peó · c4 negres peó · d4 blanques peó · c3 blanques peó · a2 blanques peó · b2 blanques peó · f2 blanques peó · g2 blanques peó · h2 blanques peó · a1 blanques torre · b1 blanques cavall · c1 blanques alfil · d1 blanques dama · e1 blanques rei · f1 blanques alfil · g1 blanques cavall · h1 blanques torre | a8 negres torre · b8 negres cavall · c8 negres alfil · d8 negres dama · e8 negres rei · f8 negres alfil · g8 negres cavall · h8 negres torre · a7 negres peó · b7 negres peó · f7 negres peó · g7 negres peó · h7 negres peó · e6 negres peó · d5 negres peó · e5 blanques peó · c4 negres peó · d4 blanques peó · c3 blanques peó · a2 blanques peó · b2 blanques peó · f2 blanques peó · g2 blanques peó · h2 blanques peó · a1 blanques torre · b1 blanques cavall · c1 blanques alfil · d1 blanques dama · e1 blanques rei · f1 blanques alfil · g1 blanques cavall · h1 blanques torre | a8 negres torre · b8 negres cavall · c8 negres alfil · d8 negres dama · e8 negres rei · f8 negres alfil · g8 negres cavall · h8 negres torre · a7 negres peó · b7 negres peó · f7 negres peó · g7 negres peó · h7 negres peó · e6 negres peó · d5 negres peó · e5 blanques peó · c4 negres peó · d4 blanques peó · c3 blanques peó · a2 blanques peó · b2 blanques peó · f2 blanques peó · g2 blanques peó · h2 blanques peó · a1 blanques torre · b1 blanques cavall · c1 blanques alfil · d1 blanques dama · e1 blanques rei · f1 blanques alfil · g1 blanques cavall · h1 blanques torre | a8 negres torre · b8 negres cavall · c8 negres alfil · d8 negres dama · e8 negres rei · f8 negres alfil · g8 negres cavall · h8 negres torre · a7 negres peó · b7 negres peó · f7 negres peó · g7 negres peó · h7 negres peó · e6 negres peó · d5 negres peó · e5 blanques peó · c4 negres peó · d4 blanques peó · c3 blanques peó · a2 blanques peó · b2 blanques peó · f2 blanques peó · g2 blanques peó · h2 blanques peó · a1 blanques torre · b1 blanques cavall · c1 blanques alfil · d1 blanques dama · e1 blanques rei · f1 blanques alfil · g1 blanques cavall · h1 blanques torre | a8 negres torre · b8 negres cavall · c8 negres alfil · d8 negres dama · e8 negres rei · f8 negres alfil · g8 negres cavall · h8 negres torre · a7 negres peó · b7 negres peó · f7 negres peó · g7 negres peó · h7 negres peó · e6 negres peó · d5 negres peó · e5 blanques peó · c4 negres peó · d4 blanques peó · c3 blanques peó · a2 blanques peó · b2 blanques peó · f2 blanques peó · g2 blanques peó · h2 blanques peó · a1 blanques torre · b1 blanques cavall · c1 blanques alfil · d1 blanques dama · e1 blanques rei · f1 blanques alfil · g1 blanques cavall · h1 blanques torre | a8 negres torre · b8 negres cavall · c8 negres alfil · d8 negres dama · e8 negres rei · f8 negres alfil · g8 negres cavall · h8 negres torre · a7 negres peó · b7 negres peó · f7 negres peó · g7 negres peó · h7 negres peó · e6 negres peó · d5 negres peó · e5 blanques peó · c4 negres peó · d4 blanques peó · c3 blanques peó · a2 blanques peó · b2 blanques peó · f2 blanques peó · g2 blanques peó · h2 blanques peó · a1 blanques torre · b1 blanques cavall · c1 blanques alfil · d1 blanques dama · e1 blanques rei · f1 blanques alfil · g1 blanques cavall · h1 blanques torre | a8 negres torre · b8 negres cavall · c8 negres alfil · d8 negres dama · e8 negres rei · f8 negres alfil · g8 negres cavall · h8 negres torre · a7 negres peó · b7 negres peó · f7 negres peó · g7 negres peó · h7 negres peó · e6 negres peó · d5 negres peó · e5 blanques peó · c4 negres peó · d4 blanques peó · c3 blanques peó · a2 blanques peó · b2 blanques peó · f2 blanques peó · g2 blanques peó · h2 blanques peó · a1 blanques torre · b1 blanques cavall · c1 blanques alfil · d1 blanques dama · e1 blanques rei · f1 blanques alfil · g1 blanques cavall · h1 blanques torre | a8 negres torre · b8 negres cavall · c8 negres alfil · d8 negres dama · e8 negres rei · f8 negres alfil · g8 negres cavall · h8 negres torre · a7 negres peó · b7 negres peó · f7 negres peó · g7 negres peó · h7 negres peó · e6 negres peó · d5 negres peó · e5 blanques peó · c4 negres peó · d4 blanques peó · c3 blanques peó · a2 blanques peó · b2 blanques peó · f2 blanques peó · g2 blanques peó · h2 blanques peó · a1 blanques torre · b1 blanques cavall · c1 blanques alfil · d1 blanques dama · e1 blanques rei · f1 blanques alfil · g1 blanques cavall · h1 blanques torre | 4 |
| 3 | a8 negres torre · b8 negres cavall · c8 negres alfil · d8 negres dama · e8 negres rei · f8 negres alfil · g8 negres cavall · h8 negres torre · a7 negres peó · b7 negres peó · f7 negres peó · g7 negres peó · h7 negres peó · e6 negres peó · d5 negres peó · e5 blanques peó · c4 negres peó · d4 blanques peó · c3 blanques peó · a2 blanques peó · b2 blanques peó · f2 blanques peó · g2 blanques peó · h2 blanques peó · a1 blanques torre · b1 blanques cavall · c1 blanques alfil · d1 blanques dama · e1 blanques rei · f1 blanques alfil · g1 blanques cavall · h1 blanques torre | a8 negres torre · b8 negres cavall · c8 negres alfil · d8 negres dama · e8 negres rei · f8 negres alfil · g8 negres cavall · h8 negres torre · a7 negres peó · b7 negres peó · f7 negres peó · g7 negres peó · h7 negres peó · e6 negres peó · d5 negres peó · e5 blanques peó · c4 negres peó · d4 blanques peó · c3 blanques peó · a2 blanques peó · b2 blanques peó · f2 blanques peó · g2 blanques peó · h2 blanques peó · a1 blanques torre · b1 blanques cavall · c1 blanques alfil · d1 blanques dama · e1 blanques rei · f1 blanques alfil · g1 blanques cavall · h1 blanques torre | a8 negres torre · b8 negres cavall · c8 negres alfil · d8 negres dama · e8 negres rei · f8 negres alfil · g8 negres cavall · h8 negres torre · a7 negres peó · b7 negres peó · f7 negres peó · g7 negres peó · h7 negres peó · e6 negres peó · d5 negres peó · e5 blanques peó · c4 negres peó · d4 blanques peó · c3 blanques peó · a2 blanques peó · b2 blanques peó · f2 blanques peó · g2 blanques peó · h2 blanques peó · a1 blanques torre · b1 blanques cavall · c1 blanques alfil · d1 blanques dama · e1 blanques rei · f1 blanques alfil · g1 blanques cavall · h1 blanques torre | a8 negres torre · b8 negres cavall · c8 negres alfil · d8 negres dama · e8 negres rei · f8 negres alfil · g8 negres cavall · h8 negres torre · a7 negres peó · b7 negres peó · f7 negres peó · g7 negres peó · h7 negres peó · e6 negres peó · d5 negres peó · e5 blanques peó · c4 negres peó · d4 blanques peó · c3 blanques peó · a2 blanques peó · b2 blanques peó · f2 blanques peó · g2 blanques peó · h2 blanques peó · a1 blanques torre · b1 blanques cavall · c1 blanques alfil · d1 blanques dama · e1 blanques rei · f1 blanques alfil · g1 blanques cavall · h1 blanques torre | a8 negres torre · b8 negres cavall · c8 negres alfil · d8 negres dama · e8 negres rei · f8 negres alfil · g8 negres cavall · h8 negres torre · a7 negres peó · b7 negres peó · f7 negres peó · g7 negres peó · h7 negres peó · e6 negres peó · d5 negres peó · e5 blanques peó · c4 negres peó · d4 blanques peó · c3 blanques peó · a2 blanques peó · b2 blanques peó · f2 blanques peó · g2 blanques peó · h2 blanques peó · a1 blanques torre · b1 blanques cavall · c1 blanques alfil · d1 blanques dama · e1 blanques rei · f1 blanques alfil · g1 blanques cavall · h1 blanques torre | a8 negres torre · b8 negres cavall · c8 negres alfil · d8 negres dama · e8 negres rei · f8 negres alfil · g8 negres cavall · h8 negres torre · a7 negres peó · b7 negres peó · f7 negres peó · g7 negres peó · h7 negres peó · e6 negres peó · d5 negres peó · e5 blanques peó · c4 negres peó · d4 blanques peó · c3 blanques peó · a2 blanques peó · b2 blanques peó · f2 blanques peó · g2 blanques peó · h2 blanques peó · a1 blanques torre · b1 blanques cavall · c1 blanques alfil · d1 blanques dama · e1 blanques rei · f1 blanques alfil · g1 blanques cavall · h1 blanques torre | a8 negres torre · b8 negres cavall · c8 negres alfil · d8 negres dama · e8 negres rei · f8 negres alfil · g8 negres cavall · h8 negres torre · a7 negres peó · b7 negres peó · f7 negres peó · g7 negres peó · h7 negres peó · e6 negres peó · d5 negres peó · e5 blanques peó · c4 negres peó · d4 blanques peó · c3 blanques peó · a2 blanques peó · b2 blanques peó · f2 blanques peó · g2 blanques peó · h2 blanques peó · a1 blanques torre · b1 blanques cavall · c1 blanques alfil · d1 blanques dama · e1 blanques rei · f1 blanques alfil · g1 blanques cavall · h1 blanques torre | a8 negres torre · b8 negres cavall · c8 negres alfil · d8 negres dama · e8 negres rei · f8 negres alfil · g8 negres cavall · h8 negres torre · a7 negres peó · b7 negres peó · f7 negres peó · g7 negres peó · h7 negres peó · e6 negres peó · d5 negres peó · e5 blanques peó · c4 negres peó · d4 blanques peó · c3 blanques peó · a2 blanques peó · b2 blanques peó · f2 blanques peó · g2 blanques peó · h2 blanques peó · a1 blanques torre · b1 blanques cavall · c1 blanques alfil · d1 blanques dama · e1 blanques rei · f1 blanques alfil · g1 blanques cavall · h1 blanques torre | 3 |
| 2 | a8 negres torre · b8 negres cavall · c8 negres alfil · d8 negres dama · e8 negres rei · f8 negres alfil · g8 negres cavall · h8 negres torre · a7 negres peó · b7 negres peó · f7 negres peó · g7 negres peó · h7 negres peó · e6 negres peó · d5 negres peó · e5 blanques peó · c4 negres peó · d4 blanques peó · c3 blanques peó · a2 blanques peó · b2 blanques peó · f2 blanques peó · g2 blanques peó · h2 blanques peó · a1 blanques torre · b1 blanques cavall · c1 blanques alfil · d1 blanques dama · e1 blanques rei · f1 blanques alfil · g1 blanques cavall · h1 blanques torre | a8 negres torre · b8 negres cavall · c8 negres alfil · d8 negres dama · e8 negres rei · f8 negres alfil · g8 negres cavall · h8 negres torre · a7 negres peó · b7 negres peó · f7 negres peó · g7 negres peó · h7 negres peó · e6 negres peó · d5 negres peó · e5 blanques peó · c4 negres peó · d4 blanques peó · c3 blanques peó · a2 blanques peó · b2 blanques peó · f2 blanques peó · g2 blanques peó · h2 blanques peó · a1 blanques torre · b1 blanques cavall · c1 blanques alfil · d1 blanques dama · e1 blanques rei · f1 blanques alfil · g1 blanques cavall · h1 blanques torre | a8 negres torre · b8 negres cavall · c8 negres alfil · d8 negres dama · e8 negres rei · f8 negres alfil · g8 negres cavall · h8 negres torre · a7 negres peó · b7 negres peó · f7 negres peó · g7 negres peó · h7 negres peó · e6 negres peó · d5 negres peó · e5 blanques peó · c4 negres peó · d4 blanques peó · c3 blanques peó · a2 blanques peó · b2 blanques peó · f2 blanques peó · g2 blanques peó · h2 blanques peó · a1 blanques torre · b1 blanques cavall · c1 blanques alfil · d1 blanques dama · e1 blanques rei · f1 blanques alfil · g1 blanques cavall · h1 blanques torre | a8 negres torre · b8 negres cavall · c8 negres alfil · d8 negres dama · e8 negres rei · f8 negres alfil · g8 negres cavall · h8 negres torre · a7 negres peó · b7 negres peó · f7 negres peó · g7 negres peó · h7 negres peó · e6 negres peó · d5 negres peó · e5 blanques peó · c4 negres peó · d4 blanques peó · c3 blanques peó · a2 blanques peó · b2 blanques peó · f2 blanques peó · g2 blanques peó · h2 blanques peó · a1 blanques torre · b1 blanques cavall · c1 blanques alfil · d1 blanques dama · e1 blanques rei · f1 blanques alfil · g1 blanques cavall · h1 blanques torre | a8 negres torre · b8 negres cavall · c8 negres alfil · d8 negres dama · e8 negres rei · f8 negres alfil · g8 negres cavall · h8 negres torre · a7 negres peó · b7 negres peó · f7 negres peó · g7 negres peó · h7 negres peó · e6 negres peó · d5 negres peó · e5 blanques peó · c4 negres peó · d4 blanques peó · c3 blanques peó · a2 blanques peó · b2 blanques peó · f2 blanques peó · g2 blanques peó · h2 blanques peó · a1 blanques torre · b1 blanques cavall · c1 blanques alfil · d1 blanques dama · e1 blanques rei · f1 blanques alfil · g1 blanques cavall · h1 blanques torre | a8 negres torre · b8 negres cavall · c8 negres alfil · d8 negres dama · e8 negres rei · f8 negres alfil · g8 negres cavall · h8 negres torre · a7 negres peó · b7 negres peó · f7 negres peó · g7 negres peó · h7 negres peó · e6 negres peó · d5 negres peó · e5 blanques peó · c4 negres peó · d4 blanques peó · c3 blanques peó · a2 blanques peó · b2 blanques peó · f2 blanques peó · g2 blanques peó · h2 blanques peó · a1 blanques torre · b1 blanques cavall · c1 blanques alfil · d1 blanques dama · e1 blanques rei · f1 blanques alfil · g1 blanques cavall · h1 blanques torre | a8 negres torre · b8 negres cavall · c8 negres alfil · d8 negres dama · e8 negres rei · f8 negres alfil · g8 negres cavall · h8 negres torre · a7 negres peó · b7 negres peó · f7 negres peó · g7 negres peó · h7 negres peó · e6 negres peó · d5 negres peó · e5 blanques peó · c4 negres peó · d4 blanques peó · c3 blanques peó · a2 blanques peó · b2 blanques peó · f2 blanques peó · g2 blanques peó · h2 blanques peó · a1 blanques torre · b1 blanques cavall · c1 blanques alfil · d1 blanques dama · e1 blanques rei · f1 blanques alfil · g1 blanques cavall · h1 blanques torre | a8 negres torre · b8 negres cavall · c8 negres alfil · d8 negres dama · e8 negres rei · f8 negres alfil · g8 negres cavall · h8 negres torre · a7 negres peó · b7 negres peó · f7 negres peó · g7 negres peó · h7 negres peó · e6 negres peó · d5 negres peó · e5 blanques peó · c4 negres peó · d4 blanques peó · c3 blanques peó · a2 blanques peó · b2 blanques peó · f2 blanques peó · g2 blanques peó · h2 blanques peó · a1 blanques torre · b1 blanques cavall · c1 blanques alfil · d1 blanques dama · e1 blanques rei · f1 blanques alfil · g1 blanques cavall · h1 blanques torre | 2 |
| 1 | a8 negres torre · b8 negres cavall · c8 negres alfil · d8 negres dama · e8 negres rei · f8 negres alfil · g8 negres cavall · h8 negres torre · a7 negres peó · b7 negres peó · f7 negres peó · g7 negres peó · h7 negres peó · e6 negres peó · d5 negres peó · e5 blanques peó · c4 negres peó · d4 blanques peó · c3 blanques peó · a2 blanques peó · b2 blanques peó · f2 blanques peó · g2 blanques peó · h2 blanques peó · a1 blanques torre · b1 blanques cavall · c1 blanques alfil · d1 blanques dama · e1 blanques rei · f1 blanques alfil · g1 blanques cavall · h1 blanques torre | a8 negres torre · b8 negres cavall · c8 negres alfil · d8 negres dama · e8 negres rei · f8 negres alfil · g8 negres cavall · h8 negres torre · a7 negres peó · b7 negres peó · f7 negres peó · g7 negres peó · h7 negres peó · e6 negres peó · d5 negres peó · e5 blanques peó · c4 negres peó · d4 blanques peó · c3 blanques peó · a2 blanques peó · b2 blanques peó · f2 blanques peó · g2 blanques peó · h2 blanques peó · a1 blanques torre · b1 blanques cavall · c1 blanques alfil · d1 blanques dama · e1 blanques rei · f1 blanques alfil · g1 blanques cavall · h1 blanques torre | a8 negres torre · b8 negres cavall · c8 negres alfil · d8 negres dama · e8 negres rei · f8 negres alfil · g8 negres cavall · h8 negres torre · a7 negres peó · b7 negres peó · f7 negres peó · g7 negres peó · h7 negres peó · e6 negres peó · d5 negres peó · e5 blanques peó · c4 negres peó · d4 blanques peó · c3 blanques peó · a2 blanques peó · b2 blanques peó · f2 blanques peó · g2 blanques peó · h2 blanques peó · a1 blanques torre · b1 blanques cavall · c1 blanques alfil · d1 blanques dama · e1 blanques rei · f1 blanques alfil · g1 blanques cavall · h1 blanques torre | a8 negres torre · b8 negres cavall · c8 negres alfil · d8 negres dama · e8 negres rei · f8 negres alfil · g8 negres cavall · h8 negres torre · a7 negres peó · b7 negres peó · f7 negres peó · g7 negres peó · h7 negres peó · e6 negres peó · d5 negres peó · e5 blanques peó · c4 negres peó · d4 blanques peó · c3 blanques peó · a2 blanques peó · b2 blanques peó · f2 blanques peó · g2 blanques peó · h2 blanques peó · a1 blanques torre · b1 blanques cavall · c1 blanques alfil · d1 blanques dama · e1 blanques rei · f1 blanques alfil · g1 blanques cavall · h1 blanques torre | a8 negres torre · b8 negres cavall · c8 negres alfil · d8 negres dama · e8 negres rei · f8 negres alfil · g8 negres cavall · h8 negres torre · a7 negres peó · b7 negres peó · f7 negres peó · g7 negres peó · h7 negres peó · e6 negres peó · d5 negres peó · e5 blanques peó · c4 negres peó · d4 blanques peó · c3 blanques peó · a2 blanques peó · b2 blanques peó · f2 blanques peó · g2 blanques peó · h2 blanques peó · a1 blanques torre · b1 blanques cavall · c1 blanques alfil · d1 blanques dama · e1 blanques rei · f1 blanques alfil · g1 blanques cavall · h1 blanques torre | a8 negres torre · b8 negres cavall · c8 negres alfil · d8 negres dama · e8 negres rei · f8 negres alfil · g8 negres cavall · h8 negres torre · a7 negres peó · b7 negres peó · f7 negres peó · g7 negres peó · h7 negres peó · e6 negres peó · d5 negres peó · e5 blanques peó · c4 negres peó · d4 blanques peó · c3 blanques peó · a2 blanques peó · b2 blanques peó · f2 blanques peó · g2 blanques peó · h2 blanques peó · a1 blanques torre · b1 blanques cavall · c1 blanques alfil · d1 blanques dama · e1 blanques rei · f1 blanques alfil · g1 blanques cavall · h1 blanques torre | a8 negres torre · b8 negres cavall · c8 negres alfil · d8 negres dama · e8 negres rei · f8 negres alfil · g8 negres cavall · h8 negres torre · a7 negres peó · b7 negres peó · f7 negres peó · g7 negres peó · h7 negres peó · e6 negres peó · d5 negres peó · e5 blanques peó · c4 negres peó · d4 blanques peó · c3 blanques peó · a2 blanques peó · b2 blanques peó · f2 blanques peó · g2 blanques peó · h2 blanques peó · a1 blanques torre · b1 blanques cavall · c1 blanques alfil · d1 blanques dama · e1 blanques rei · f1 blanques alfil · g1 blanques cavall · h1 blanques torre | a8 negres torre · b8 negres cavall · c8 negres alfil · d8 negres dama · e8 negres rei · f8 negres alfil · g8 negres cavall · h8 negres torre · a7 negres peó · b7 negres peó · f7 negres peó · g7 negres peó · h7 negres peó · e6 negres peó · d5 negres peó · e5 blanques peó · c4 negres peó · d4 blanques peó · c3 blanques peó · a2 blanques peó · b2 blanques peó · f2 blanques peó · g2 blanques peó · h2 blanques peó · a1 blanques torre · b1 blanques cavall · c1 blanques alfil · d1 blanques dama · e1 blanques rei · f1 blanques alfil · g1 blanques cavall · h1 blanques torre | 1 |
|   | a | b | c | d | e | f | g | h |   |

Els peons formen l'eix vertebrador de la matriu, actuant avançats poden realitzar atacs reals al camp enemic si es juga bé. Atès el seu nombre, els peons poden donar lloc a formacions estructurals que adopten diferents noms i característiques.
La cadena de peons és la formació més complexa i important: defineix l'estructura d'una posició i la caracteritza; la majoria de les avaluacions posicionals es basen en la presència, conformació i longitud de les cadenes de peons.
La cadena de peons consisteix en un punt (o vèrtex), una base i un o més anells intermedis. La característica més important és que les cadenes "tallen" el tauler en sentit diagonal, definint zones reals d'influència; a més, es defensa cada peó, tret de la base, l'únic que ha de ser protegit per les peces, si és atacat.
Les cadenes es creen en moltes obertures, per l'efecte de l'avançament dels peons que no es resolen amb intercanvis. En aquest cas, els peons dels dos bàndols es bloquegen i cadascun d'ells controla les cases lliures als costats dels peons contraris, com en el diagrama.
Especialment en el cas de les cadenes bloquejades mútuament, constitueixen una autèntica barrera per a les altres peces, amb l'efecte de limitar el seu rang d'acció. Quan arriben a les vores del tauler, fan que tota l'ala sigui gairebé inaccessible i constitueixen una excel·lent protecció per al Rei, fins al punt que l'única forma de penetrar a través d'una doble cadena és el sacrifici d'una o més peces.

## Peces medievals
En els escacs medievals, es va intentar fer les peces més interessants, i es va donar el nom de diferents ocupacions als peons. Al tauler, d'esquerra a dreta, els títols eren:
llauradors i agricultors, forjadors, teixidors i notaris, comerciants, metges, hostalers, guàrdies municipals, i ribals i jugadors
Jugador i altres baixes formes de vida, també missatgers (a la part més esquerra del fitxer, aquesta direcció és literalment sinistra)
Guàrdia o policia de la ciutat (davant d'un cavaller, ja que entrenaven els guàrdies de la ciutat a la vida real)
Hostelers (devant l'alfil)
Doctor (sempre el peó de la reina)
Comerciants o prestamista (sempre davant el rei)
Teixidors o notaris (davant de l'alfil, per al qual van teixir o van clericar)
Forjadors (davant d'un cavaller, ja que cuiden els cavalls)
Obrer o camperol (davant d'un castell, per al qual treballaven)
- Missatger
- Guàrdia
- Hosteler
- Metge
- Mercader
- Sastre
- Ferrer
- Agricultor

L'exemple més famós d'això el trobem al segon llibre que es va imprimir en llengua anglesa, The Game and Playe of the Chesse, de William Caxton.